# Justus Hermann Wetzel
Justus Hermann Wetzel (ur. 11 marca 1879 w Kyritz, zm. 6 grudnia 1973 w Überlingen) – niemiecki kompozytor.

## Życiorys
Ukończył studia filozoficzne i przyrodnicze, dopiero później zainteresował się muzyką. Kształcił się w Berlinie w zakresie kompozycji i gry na fortepianie u Conrada Ansorgego i Ernsta Eduarda Tauberta, następnie od 1905 do 1907 roku był uczniem Konserwatorium Riemanna w Szczecinie. Pracował w Poczdamie, Berlinie i Überlingen. 
Jego twórczość kompozytorska utrzymana jest w idiomie romantycznym. Komponował głównie pieśni na głos z akompaniamentem fortepianu. Czerpał z tradycji staroniemieckiej pieśni sakralnej i świeckiej.